# Saint-Léger-Vauban
Saint-Léger-Vauban är en kommun i departementet Yonne i regionen Bourgogne-Franche-Comté i norra Frankrike. Kommunen ligger i kantonen Quarré-les-Tombes som tillhör arrondissementet Avallon. År 2022 hade Saint-Léger-Vauban 358 invånare.

## Befolkningsutveckling
Antalet invånare i kommunen Saint-Léger-Vauban
| Referens: INSEE |